# Hyūga (Miyazaki)
Hyūga (日向市  - shi) é uma cidade japonesa localizada na prefeitura de Miyazaki.
Em 2003 a cidade tinha uma população estimada em 59 098 habitantes e uma densidade populacional de 503,26 h/km². Tem uma área total de 117,43 km².
Recebeu o estatuto de cidade a 1 de Abril de 1951.
Localização de Hyūga em Miyazaki: 